# Міджано
Міджано (італ. Miggiano, сиц. Miscianu) — муніципалітет в Італії, у регіоні Апулія,  провінція Лечче.
Міджано розташоване на відстані близько 540 км на південний схід від Рима, 180 км на південний схід від Барі, 45 км на південь від Лечче.
Населення — 3604 особи (2014).

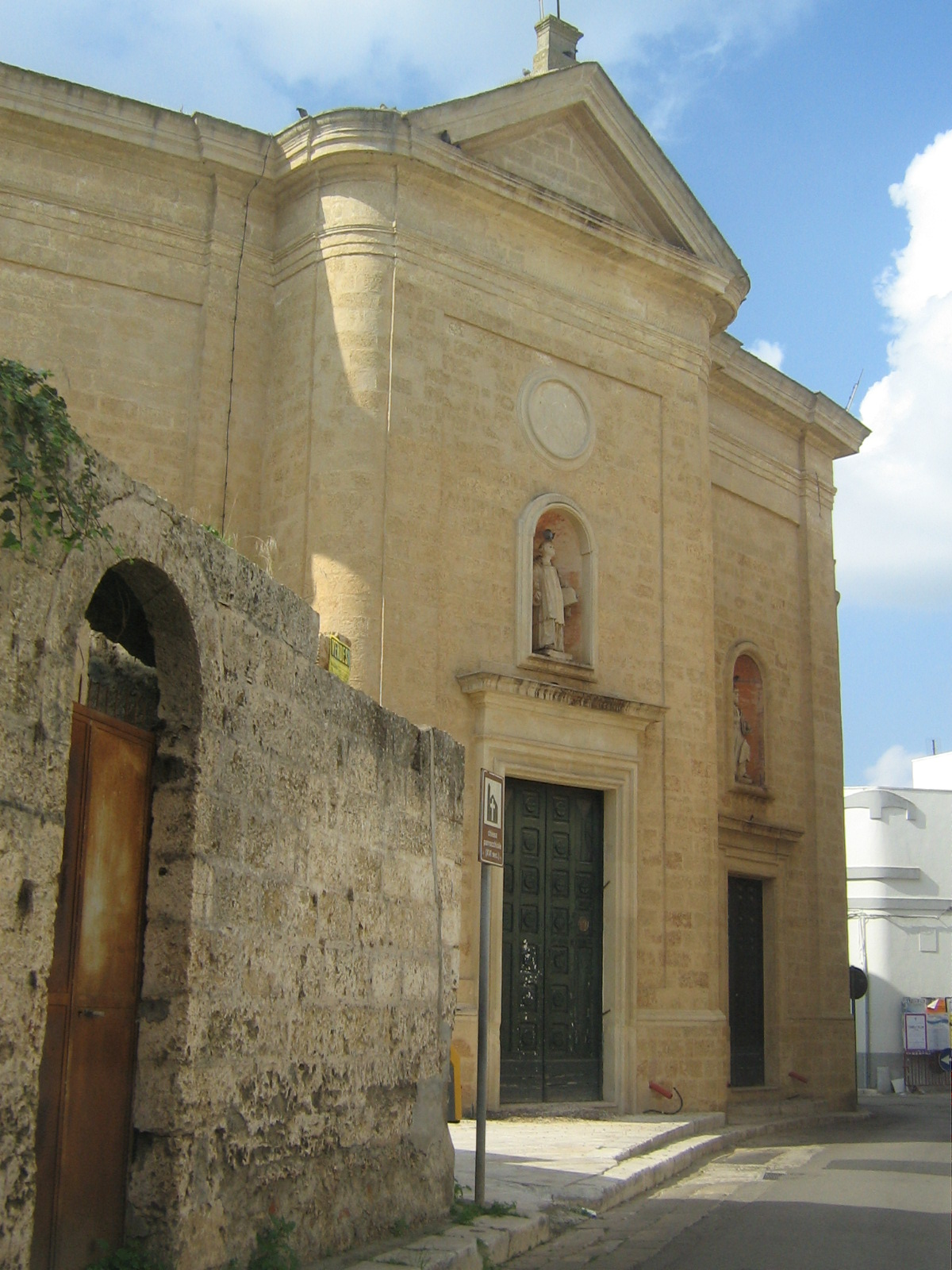

Щорічний фестиваль відбувається 22 січня. Покровитель — San Vincenzo di Saragozza.

## Демографія
Населення за роками:

Станом на 1 січня 2023 року в муніципалітеті офіційно проживало 46 іноземців з 19 країн, серед них 10 громадян країн Євросоюзу та 1 громадянин України.

## Сусідні муніципалітети
- Монтезано-Салентіно
- Руффано
- Спеккія
- Триказе